# Церковь Петра и Павла при Николаевском инженерном училище
Церковь апостолов Петра и Павла — утраченная домовая церковь Николаевского инженерного училища в Санкт-Петербурге.

## История
В 1820 году в здание Михайловского замка было переведено Главное инженерное училище. Не имея собственной домовой церкви, ученики посещали церковь Архангела Михаила вместе с сотрудниками располагавшегося в замке Инженерного департамента и Управления генерал-инспектора по инженерной части
В феврале 1857 года император Александр II распорядился устроить в Инженерном (Михайловском) замке мемориальный комплекс императора Павла I. Для этой цели были решено в помещениях бывшей императорской опочивальни и примыкающего к ней овального будуара устроить церковь в русском стиле и кабинет с отделкой, стилизованной под архитектуру эпохи императора Павла. При этом алтарь церкви было решено устроить на месте, где стояла походная кровать Павла, на которую было положено тело императора, убитого в этой спальне в ночь на 12 марта 1801 года.
Проект церкви был разработан архитектором К. А. Ухтомским и высочайшие утверждён. Строительство велось в основном на средства великого князя Николая Николаевича Старшего, бывшего генерал-инспектором по инженерной части, и его супруги, великой княгини Александры Петровны. Работы по строительству были завершены в декабре 1857 года, и на 26 декабря было назначено освящение церкви, которое дважды переносилось. 3 января 1858 года митрополит Санкт-Петербургский Григорий (Постников) прислал антиминс для церкви, и 12 января она была освящена в присутствии императора и почти всех членов августейшей семьи императорским духовником протопресвитером Василием Бажановым.
12 мая того же года начальник Инженерного училища обратился в главный штаб с прошением:
Николаевское инженерное училище, будучи помещено в Инженерном замке и не имея своей собственной церкви, праздновало 8 ноября храмовый праздник церкви замка, сооружённой во имя архистратига Михаила, а как ныне училище щедротами Государя Императора осчастливлено собственною церковью во имя св. апостолов Петра и Павла, то имею честь покорнейше испросить разрешение о назначении для храмового праздника Николаевского инженерного училища на 29 июня.
23 июня это прошение было удовлетворено императором. Александр II ежегодно Великим постом приезжал молиться в Петропавловскую церковь.

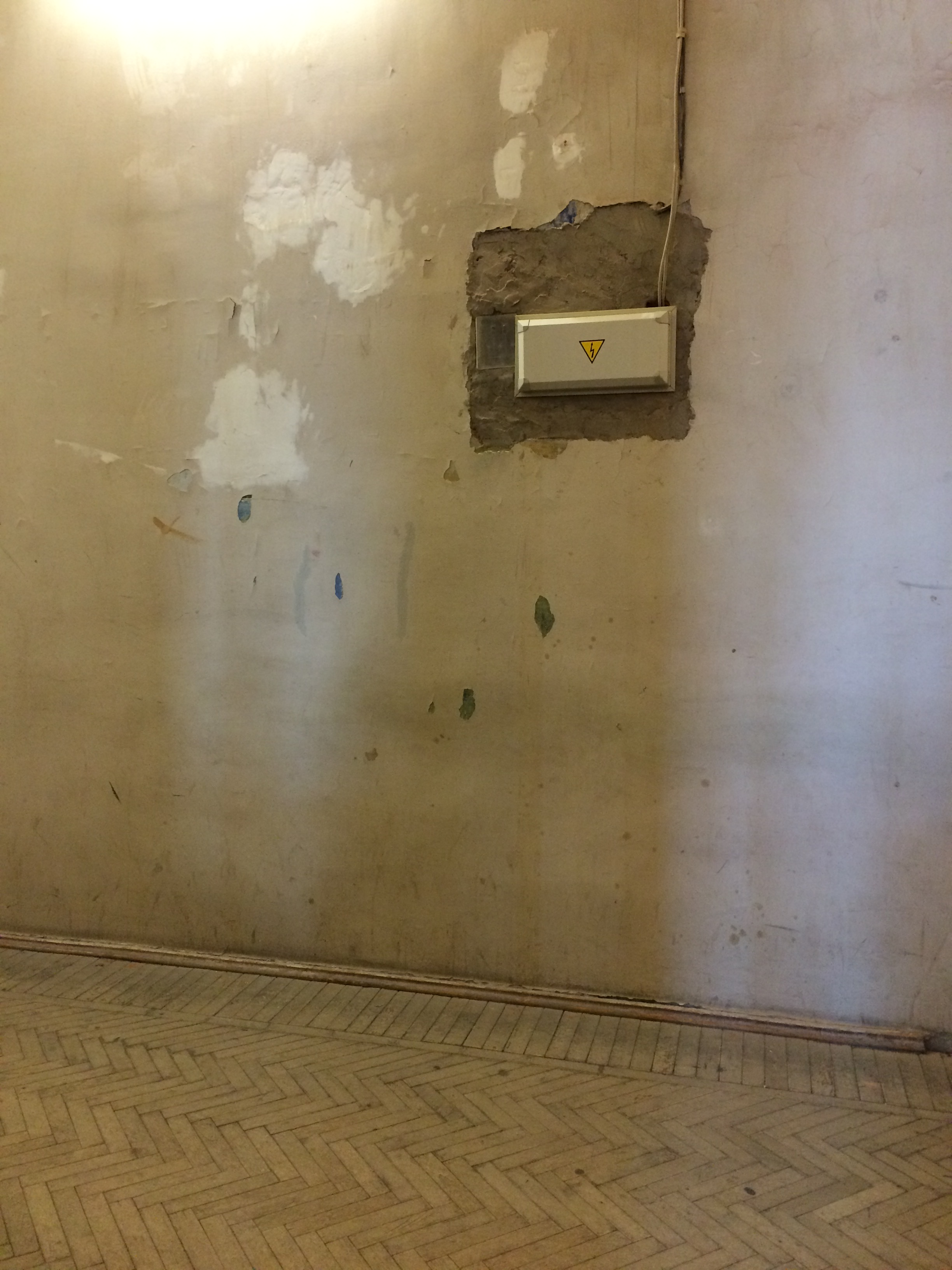
Место алтаря церкви (2016 год)

В августе 1918 года церковь была закрыта. В 1959—1960 годах была проведена перепланировка помещения церкви, в ходе которой алтарная часть была полностью уничтожена.

## Внутреннее убранство

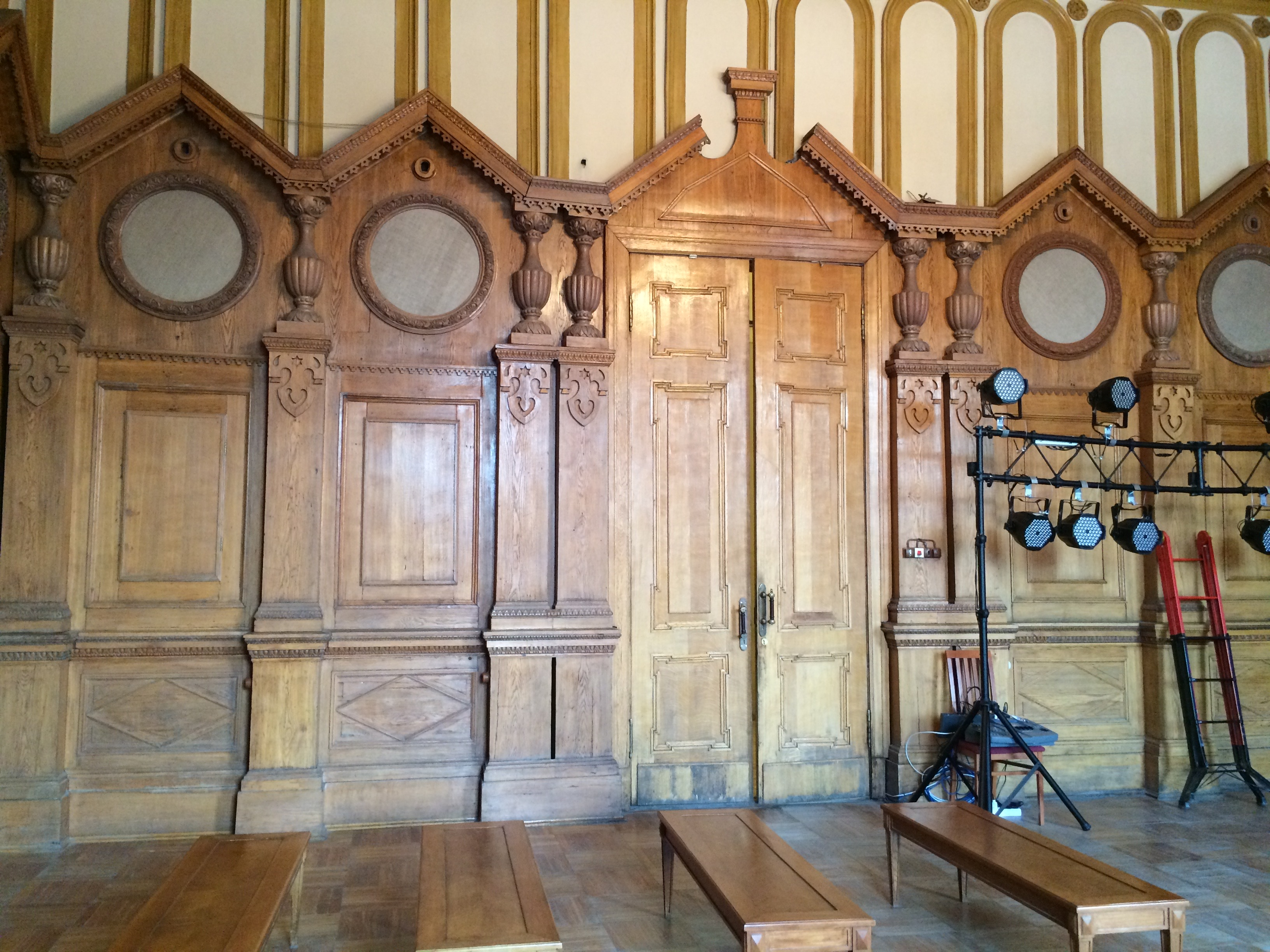
Сохранившиеся дубовые панели стен церкви

Церковь имела резной дубовый иконостас, стены были обшиты дубовыми панелями. Резьбу выполнил В. Исаков. Иконное убранство было создано профессором Академии художеств П. М. Шамшиным. При этом выбор сюжетов для икон был основан на датах рождения и именах членов семьи императора Павла I.
К юбилею училища, отмечавшемуся 24 ноября 1869, года академиком Н. А. Лавровым был написан запрестольный образ Тайной вечери, а Н. П. Петровым — иконы князя Александра Невского и святителя Николая Чудотворца. Дубовые резные киоты для них были изготовлены служащими училища и академии. К этому же юбилею на стены церкви под иконами поместили чёрные мраморные доски с именами выпускников училища, павших в сражениях.
Примыкавший к спальне Павла будуар стал притвором церкви. В нём поместили плафон с копией картины Гвидо Рени «Взятие на небо Божией Матери». В том же притворе соорудили камин с большим зеркалом над ним.
К алтарной части примыкало небольшое помещение ризницы, в которой размещалась также и церковная библиотека.